# Циклобутан
Циклобутан (тетраметилен), (CH2)4 —  вуглеводень аліциклічного ряду.

## Фізичні властивості
Безбарвний газ із слабким запахом . Розчиняється у воді, розчинний в органічних розчинниках. Вибухонебезпечний.

## Отримання
Основний шлях отримання циклобутана — з 1,4-дибромбутану (або інших 1,4-дигалобутанів) шляхом відщеплення атомів брому.

## Застосування
Похідна сполука циклобутана, фторозаміщений циклобутан — октафторциклобутан (C4F8), є одним з фреонів.